# Azy-sur-Marne

Azy-sur-Marne este o comună în departamentul Aisne din nordul Franței. În 1 ianuarie 2022 avea o populație de 370 de locuitori.